# 趙不熄
嗣濮王趙不熄（？—1234年，祖籍涿郡（今河北省保定市清苑縣）人，宋朝宗室、永嘉郡王趙士程第五子，第二十二代嗣濮王。

## 生平
趙不熄早年事跡不詳，淳熙十五年（1188年）時為忠翊郎、添差平江府排岸兼船場公事。當時的嗣濮王趙士歆指出前任嗣王趙士輵歷仕四朝，但無繼後，故請朝廷從濮王後裔選擇賢者成為其繼子；之後大宗正司上奏建議以趙不熄為趙士輵的嗣子，得到朝廷允許。
其後，他曾在嘉定六年（1213年）於提舉福建市舶任內被降職；唯於十四年（1221年）任奉直大夫時，又以他是濮府後裔尊長授和州防禦使、提舉佑神觀
、得「皇叔祖」稱號；到寶慶元年五月丙寅（1225年6月13日）襲封嗣濮王，職保康軍承宣使。
端平元年正月（1234年），趙不熄去世。

## 家庭

### 先祖
- 高祖：濮安懿王趙允讓[1]
- 曾祖：樊榮孝王趙宗輔[1]
- 祖父：儀恭孝王趙仲湜，嗣濮王[1]
- 生父：永嘉郡王趙士程
- 嗣父：安王趙士輵

### 兄弟
- 趙不泜，武節郎[1]
- 趙不𢥋，朝請大夫[1]
- 趙不貲，承議郎[1]
- 趙不艱，右文殿修撰[1]

### 子女
- 趙善騰[8]，嗣濮王[9]
- 趙善腆[8]
- 趙善肱[8]
- 趙善肵[8]